# Atlanta Tennis Championships
Az Atlanta Tennis Championships,  korábban Indianapolis Tennis Championships egy minden év júliusában megrendezett tenisztorna a USA-ban található Atlantában. A versenyt csak férfiak számára rendezik, és az ATP 250 Series tornák közé tartozik. A mérkőzéseket szabadtéren, kemény pályán rendezik, és a tornán 28 egyéni teniszező, és 16 páros vehet részt.
Összdíjazása 531 000 euró. Az első versenyt 1988-ban rendezték meg, még Indianapolisban  és egészen 2009-ig itt volt a torna.

## Döntők

### Egyéni
| Év           | Helyszín | Győztes          | Ellenfél a döntőben | Eredmény a döntőben          |
| ------------ | -------- | ---------------- | ------------------- | ---------------------------- |
| Atlanta      | 2010     |                  |                     |                              |
| Indianapolis | 2009     | Robby Ginepri    | Sam Querrey         | 6–2, 6–4                     |
| Indianapolis | 2008     | Gilles Simon     | Dmitry Tursunov     | 6–4, 6–4                     |
| Indianapolis | 2007     | Dmitry Tursunov  | Frank Dancevic      | 6–4, 7–5                     |
| Indianapolis | 2006     | James Blake      | Andy Roddick        | 4–6, 6–4, 7–6 (7–5)          |
| Indianapolis | 2005     | Robby Ginepri    | Taylor Dent         | 4–6, 6–0, 3–0 (visszalépett) |
| Indianapolis | 2004     | Andy Roddick     | Nicolas Kiefer      | 6–2, 6–3                     |
| Indianapolis | 2003     | Andy Roddick     | Paradorn Srichaphan | 7–6 (7–2), 6–4               |
| Indianapolis | 2002     | Greg Rusedski    | Félix Mantilla      | 6–7, 6–4, 6–4                |
| Indianapolis | 2001     | Patrick Rafter   | Gustavo Kuerten     | 4–2 (visszalépett)           |
| Indianapolis | 2000     | Gustavo Kuerten  | Marat Safin         | 3–6, 7–6 (7–2), 7–6 (7–2)    |
| Indianapolis | 1999     | Nicolás Lapentti | Vincent Spadea      | 4–6, 6–4, 6–4                |
| Indianapolis | 1998     | Àlex Corretja    | Andre Agassi        | 2–6, 6–2, 6–3                |
| Indianapolis | 1997     | Jonas Björkman   | Carlos Moyà         | 6–3, 7–6                     |
| Indianapolis | 1996     | Pete Sampras     | Goran Ivanišević    | 7–6, 7–5                     |
| Indianapolis | 1995     | Thomas Enqvist   | Bernd Karbacher     | 6–4, 6–3                     |
| Indianapolis | 1994     | Wayne Ferreira   | Olivier Delaître    | 6–2, 6–1                     |
| Indianapolis | 1993     | Jim Courier      | Boris Becker        | 7–5, 6–3                     |
| Indianapolis | 1992     | Pete Sampras     | Jim Courier         | 6–4, 6–4                     |
| Indianapolis | 1991     | Pete Sampras     | Boris Becker        | 7–6, 3–6, 6–3                |
| Indianapolis | 1990     | Boris Becker     | Peter Lundgren      | 6–3, 6–4                     |
| Indianapolis | 1989     | John McEnroe     | Jay Berger          | 6–4, 4–6, 6–4                |
| Indianapolis | 1988     | Boris Becker     | John McEnroe        | 6–4, 6–2                     |

### Páros
| Év           | Helyszín | Győztes                              | Ellenfél a döntőben              | Eredmény a döntőben       |
| ------------ | -------- | ------------------------------------ | -------------------------------- | ------------------------- |
| Atlanta      | 2010     |                                      |                                  |                           |
| Indianapolis | 2009     | Ernests Gulbis Dmitry Tursunov       | Ashley Fisher Jordan Kerr        | 6–4, 3–6, [11–9]          |
| Indianapolis | 2008     | Ashley Fisher Tripp Phillips         | Scott Lipsky David Martin        | 3–6, 6–3, [10–5]          |
| Indianapolis | 2007     | Juan Martín del Potro Travis Parrott | Teimuraz Gabashvili Ivo Karlović | 3–6, 6–2, [10–6]          |
| Indianapolis | 2006     | Bobby Reynolds Andy Roddick          | Paul Goldstein Jim Thomas        | 6–4, 6–4                  |
| Indianapolis | 2005     | Paul Hanley Graydon Oliver           | Simon Aspelin Todd Perry         | 6–2, 3–1 (visszalépett)   |
| Indianapolis | 2004     | Jordan Kerr Jim Thomas               | Wayne Black Kevin Ullyett        | 6–7 (5–7), 7–6 (7–3), 6–3 |
| Indianapolis | 2003     | Mario Ančić Andy Ram                 | Diego Ayala Robby Ginepri        | 2–6, 7–6 (7–3), 7–5       |
| Indianapolis | 2002     | Mark Knowles Daniel Nestor           | Mahesh Bhupathi Makszim Mirni    | 4–6, 7–6, 6–4             |
| Indianapolis | 2001     | Mark Knowles Brian MacPhie           | Mahesh Bhupathi Sébastien Lareau | 7–6, 6–3                  |
| Indianapolis | 2000     | Lleyton Hewitt Sandon Stolle         | Jonas Björkman Makszim Mirni     | 7–6, 4–6, 7–6             |
| Indianapolis | 1999     | Paul Haarhuis Jared Palmer           | Olivier Delaître Lijendar Pedzs  | 6–3, 6–4                  |
| Indianapolis | 1998     | Jiří Novák David Rikl                | Mark Knowles Daniel Nestor       | 7–5, 4–6, 6–1             |
| Indianapolis | 1997     | Michael Tebbutt Mikael Tillström     | Jonas Björkman Nicklas Kulti     | 7–6, 7–5                  |
| Indianapolis | 1996     | Jim Grabb Richey Reneberg            | Petr Korda Cyril Suk             | 6–0, 7–5                  |
| Indianapolis | 1995     | Mark Knowles Daniel Nestor           | Scott Davis Todd Martin          | 6–3, 7–5                  |
| Indianapolis | 1994     | Todd Woodbridge Mark Woodforde       | Jim Grabb Richey Reneberg        | 6–4, 6–2                  |
| Indianapolis | 1993     | Scott Davis Todd Martin              | Ken Flach Rick Leach             | 3–6, 6–3, 6–2             |
| Indianapolis | 1992     | Jim Grabb Richey Reneberg            | Grant Connell Glenn Michibata    | 4–6, 6–2, 7–6             |
| Indianapolis | 1991     | Ken Flach Robert Seguso              | Kent Kinnear Sven Salumaa        | 6–4, 6–3                  |
| Indianapolis | 1990     | Scott Davis David Pate               | Grant Connell Glenn Michibata    | 4–6, 6–2, 6–2             |
| Indianapolis | 1989     | Pieter Aldrich Danie Visser          | Peter Doohan Laurie Warder       | 7–5, 7–6                  |
| Indianapolis | 1988     | Rick Leach Jim Pugh                  | Ken Flach Robert Seguso          | 4–6, 6–3, 6–4             |

## Külső hivatkozások
- Hivatalos oldal Archiválva 2012. március 26-i dátummal a Wayback Machine-ben